# Проблема XY
Проблема XY часто виникає під час роботи з клієнтами, які замість того, щоб питати про проблему X, яка у них виникла, питають про розв'язок проблеми Y, яка на їхню думку є важливою для розв'язку основної проблеми X. Але часто розв'язок Y є неоптимальним, або взагалі не правильним. І спроба експерта з довідки допомогти з розв'язком Y призводить до незадовільних результатів.
Така ситуація часто виникає у сфері обслуговування клієнтів та служби технічної підтримки. Часто користувач не може докладно пояснити суть проблеми і, намагаючись розв'язати якусь, як їм здається, відому проблему, вважають, що все, що залишилось, це трохи доопрацювати рішення Y. Такі ситуації можна розпізнати з того, що постановка питання є неприродною, і не має нічого спільного з типовими проблемами, які виникають у галузі. Тоді експерту варто спробувати довідатись, для чого клієнту потрібно працювати з його рішенням Y, і це може привести до основної задачі X, з приводу якої можна надати експертну допомогу.

## Походження
Термін проблема XY започаткував Ерік Стівен Реймонд у своєму дописі «Як ставити питання Підхід з розумом», коли додавав пункт «Як зробити X з допомогою Y?» у параграф «Які питання ставити не треба» (також значення X та Y були протилежними):

Запитання: Як зробити X з допомогою Y?

Відповідь: Якщо ви бажаєте зробити X, то так і треба ставити питання, і не вважати, що це можна зробити невідповідними методами. Такі питання показують, що людина не просто не думає про задачу X, а скоріше фіксована на деталях свого розв'язку Y.
Ця проблема була відома задовго до того, як отримала свою назву. У книзі «Прикладна наука менеджменту: швидкий та брудний метод» (1980 р.) Єн Вулзі описав відомий розв'язок неправильної задачі. Менеджмент був занепокоєний скаргами людей, які були вимушені чекати ліфти у довгих чергах, та витрачав великі кошти на дослідження про те, як треба керувати ліфтами, щоб зменшити час очікування. Вулзі підкреслив, що вони розв'язували не ту проблему. Справжня проблема була в тому, що «люди скаржились». У холі встановили великі дзеркала, і люди мали чим зайнятись під час очікування ліфта. Після цього кількість скарг різко знизилась.